# Теонесий IV
Теонесий IV — царь Харакены, правивший в первой четверти II века.
Правивший в первой четверти II века Теонесий IV (Д. Хилл называет его Теонесием III), о котором известно из обнаруженного нумизматического материала, был предпоследним властителем Харакены, на реверсе монет которого размещалась легенды на греческом языке. Их выпуск Р. Е. Варданян относит к 111/112-112/113, М. Шуол — к 110/111-112/113, Д. Хилл — к 109/110-111/112 годам. По предположению М. Шуол, Теонесий IV мог прийти к власти в промежуток времени между 105/106-110/111 годами, так как отсутствуют харакенские монеты того периода. Однако точное время начала его правления неизвестно. После Теонесия IV свои тетрадрахмы чеканил неизвестный царь.